# Comuna Pervomaiske, Hluhiv
Pervomaiske (în ucraineană Первомайське) este o comună în raionul Hluhiv, regiunea Sumî, Ucraina, formată din satele Jalkivșciîna, Masenzivka, Narbutivka, Perșe Travnea și Pervomaiske (reședința).

## Demografie
Componența lingvistică a comunei Pervomaiske
     Ucraineană (97,29%)
     Rusă (2,59%)
     Alte limbi (0,12%)
Conform recensământului din 2001, majoritatea populației comunei Pervomaiske era vorbitoare de ucraineană (97,29%), existând în minoritate și vorbitori de rusă (2,59%).